# Тумский

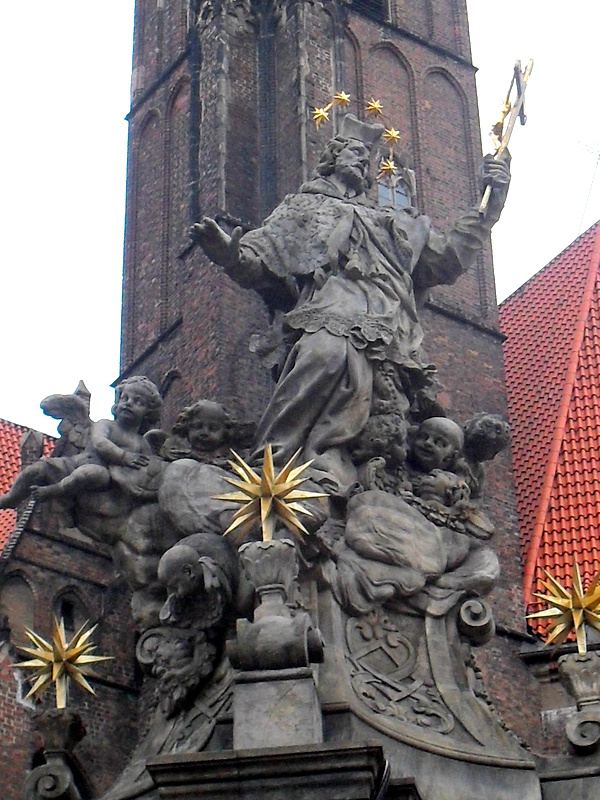
Памятник Яну Непомуцкому на Тумском острове Вроцлава

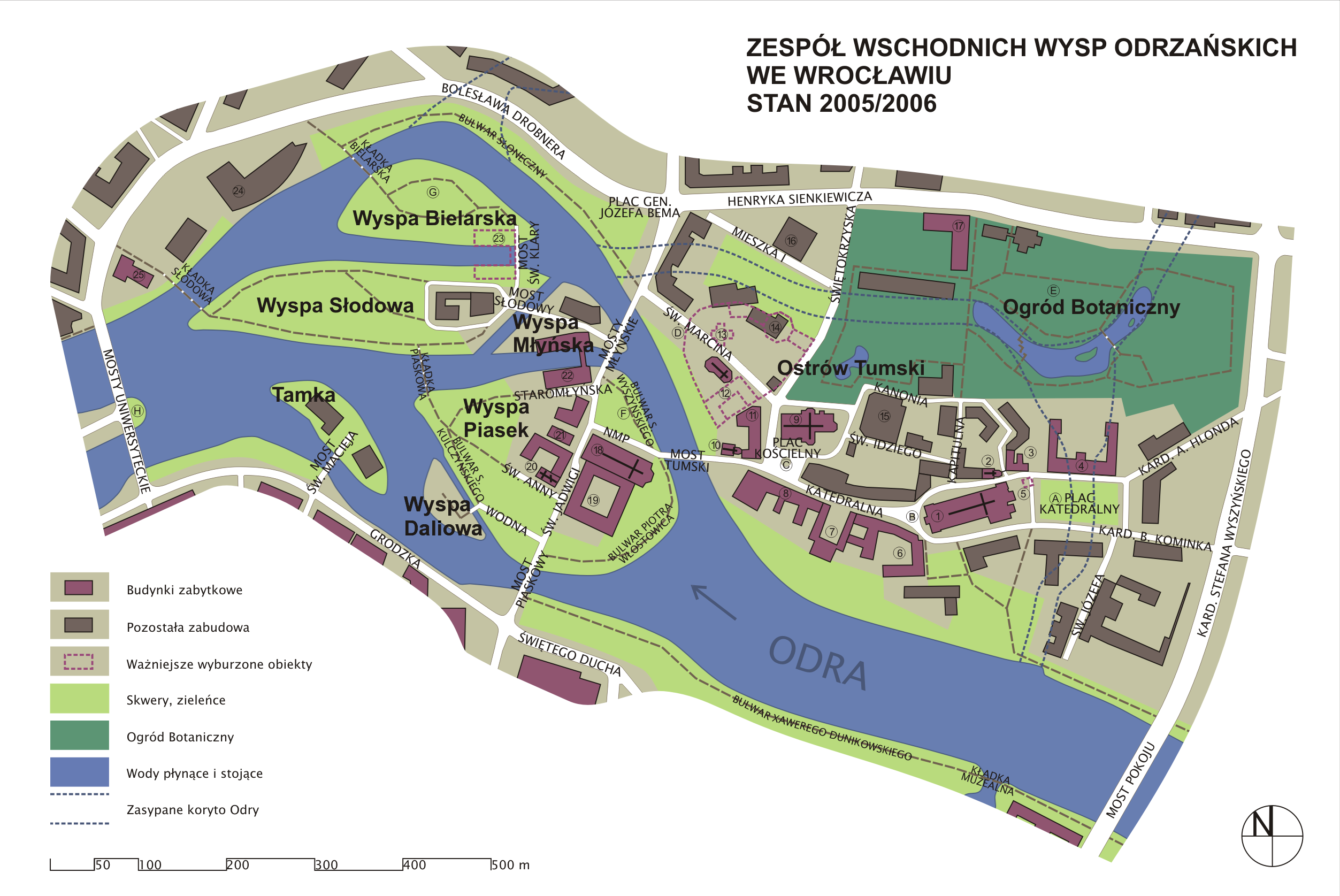
Карта острова

Тумский (пол. Ostrów Tumski, Острув-Тумский, нем. Dominsel, Доминзель) — бывший речной остров на Одре.
Тумский — древнейшая часть Вроцлава, расположенная в старом русле Одры. Название острова переводится как «Кафедральный остров» в честь построенного здесь собора Святого Иоанна Крестителя.
На территории Тумского сохранились руины некоторых строений, датированные ещё IX веком.